# Astragalus scapiger
Astragalus scapiger är en ärtväxtart som beskrevs av M.Ranjbar och Maassoumi. Astragalus scapiger ingår i släktet vedlar, och familjen ärtväxter. Inga underarter finns listade i Catalogue of Life.